# Jan Pollok
Jan Pollok (ur. 1 maja 1959 w Szczytnie) – polski pastor adwentystyczny. Jako przedstawiciel Kościoła Adwentystów Dnia Siódmego w RP brał udział w przygotowaniu ekumenicznego przekładu Biblii.

## Życiorys
W 1978 roku rozpoczął studia teologiczne w Wyższym Seminarium Duchownym w Podkowie Leśnej (obecnie Wyższa Szkoła Teologiczno-Humanistyczna im. Michała Beliny-Czechowskiego w Podkowie Leśnej), a następnie w Chrześcijańskiej Akademii Teologicznej w Warszawie (ChAT) oraz Instytucie Historycznym na Uniwersytecie Warszawskim (UW). W 1985 roku ukończył studia teologiczne na ChAT, a w 1988 roku uzyskał tytuł magistra historii na UW. W latach 1989–1995 był asystentem w Zakładzie Historii Starożytnej Instytutu Historii UW. W latach 1991–93 przebywał na stypendiach naukowych w University of New York w Sony Brook oraz na stypendium Fulbrighta w Catholic University of America w Washington DC oraz Catholic University w Leuven, Belgia. Studiował również patrystykę na Uniwersytecie w Oxfordzie. Od 2006 roku ks. Jan Pollok usługuje w zborze polskim w Adelaide w Australii.